# Miroslav Zelinka

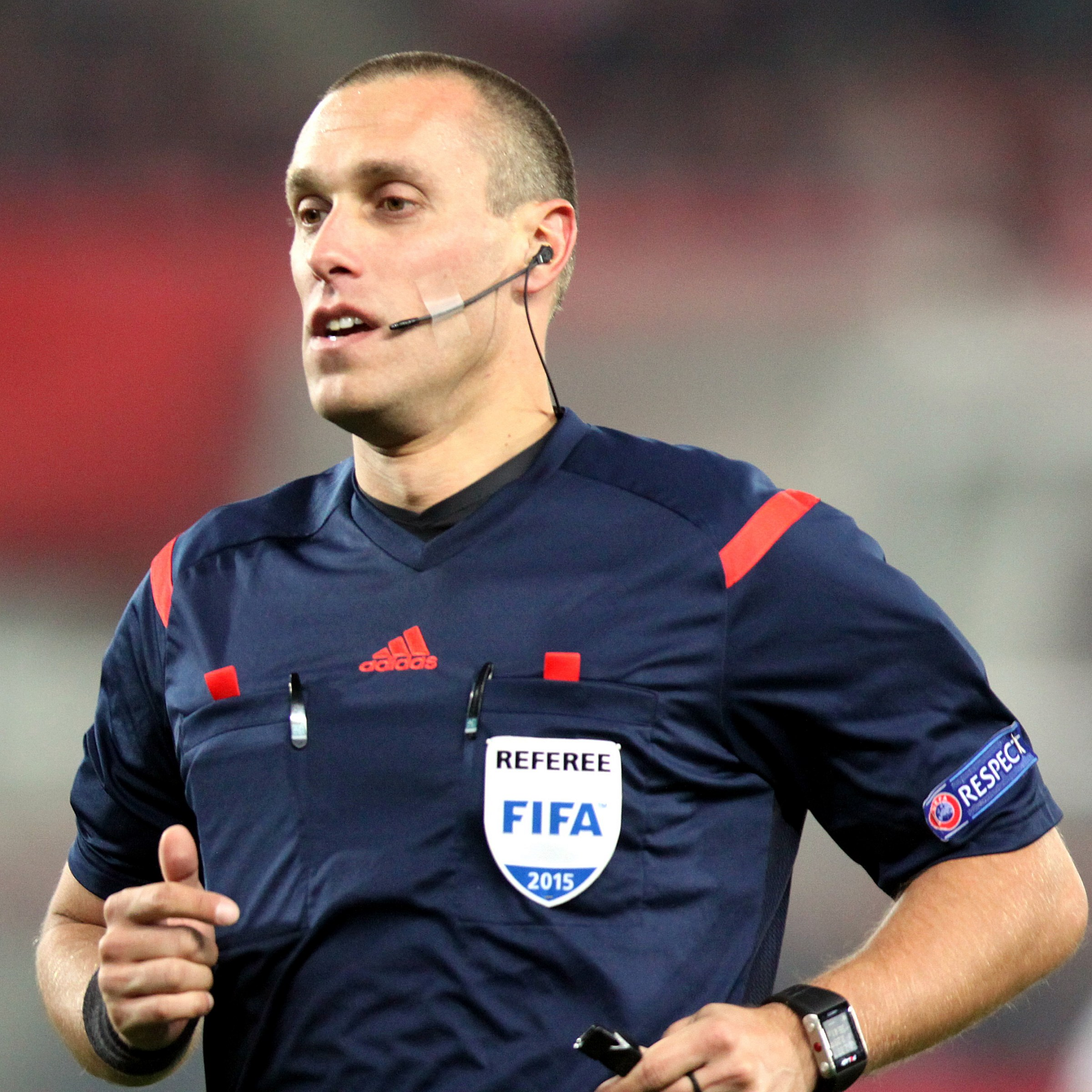
Miroslav Zelinka (2015)

Miroslav Zelinka (* 23. Februar 1981) ist ein tschechischer Fußballschiedsrichter.
Zelinka leitet seit der Saison 2008/09 Spiele in der ersten tschechischen Fußballliga. Bisher hatte er bereits über 250 Einsätze.
Von 2011 bis 2021 stand Zelinka auf der Liste der FIFA-Schiedsrichter (seit 2022 als Videoschiedsrichter) und leitete internationale Fußballspiele. Von September 2012 bis November 2018 leitete Zelinka insgesamt 19 Spiele in der Europa League. Zudem pfiff er Partien in der Nations League, in der EM-Qualifikation für die Europameisterschaft 2016, in der europäischen WM-Qualifikation für die Weltmeisterschaft 2014 in Brasilien und die Weltmeisterschaft 2018 in Russland sowie Freundschaftsspiele. Bei der U-21-Europameisterschaft 2013 in Israel war Zelinka als Torrichter im Einsatz.
Am 14. April 2014 leitete Zelinka das Finale der UEFA Youth League 2013/14 zwischen Benfica Lissabon und dem FC Barcelona (0:3).
Am 9. Mai 2018 leitete Zelinka das Finale des tschechischen Fußballpokals 2017/18 zwischen Slavia Prag und FK Jablonec (3:1).